# Ballet Shoes
Ballet Shoes is een Britse televisiefilm die voor het eerst is uitgezonden in 2007 op BBC One. De film is gebaseerd op het gelijknamige roman, geschreven in 1936 door Noel Streatfeild. Het boek is bewerkt door Heidi Thomas voor de film. De film is geproduceerd door Granada Productions en geregisseerd door Sandra Goldbacher.

## Verhaal
Het verhaal gaat over drie geadopteerde zusjes, Pauline, Petrova en Posy Fossil, die allemaal in een arm gezinnetje met Sylvia Brown wonen. Sylvia is het nichtje van "Gum" (Great Uncle Matthew, oftewel oudoom Matthew), een ietwat rijke paleontoloog, die op een dag weggaat voor een expeditie, maar niet meer terugkomt. De meisjes blijven zo achter en moeten voor zichzelf zorgen. Het verhaal benadrukt de verschillende talenten van de meisjes, namelijk acteren, omgaan met machines en ballet.
Pauline heeft talent voor acteren. Ze gaat naar de audities voor de rol van Alice in Alice in Wonderland. Ze krijgt de rol, maar wordt overmoedig en brutaal en wordt bazig tegen haar zusjes. Uiteindelijk leidt haar trots en het niet houden van afspraken tot het kwijtraken van de rol en hierdoor leert ze een les in nederigheid. Aan het einde van film wordt haar echter een contract aangeboden door een studio in de Verenigde Staten. Ze besluit te gaan nadat ze zich heeft gerealiseerd hoe het haar en haar familie kan helpen, namelijk met extra geld.
Posy droomt ervan balletdanseres te worden. Nadat ze haar natuurlijke talent voor ballet laat zien aan een leerling, ook een danser, begint ze met de kunstschool om ballet te leren. De directrice van de school, Madame Fidolia, ziet meteen dat Posy een natuurtalent is en begint haar persoonlijk te onderwijzen, zodat ze gevorderde technieken kan leren. Wanneer Madame Fidolia opeens een beroerte krijgt wanneer ze ballet aan het kijken is met Posy, is Posy meer bezorgd om haar lessen dan om de dood van haar lerares. Ze besluit dat ze haar vaardigheden niet in de steek kan laten, en gaat stiekem naar een oefening voor een beroemde voorstelling van het Russisch ballet. Ze wordt gepakt en de leraar is boos op haar omdat ze niet Russisch is, maar ze weet hem onder de indruk te krijgen door haar bekwaamheid in dansen te tonen. Hij biedt haar aan bij het bedrijf te komen, maar ze moet daarvoor wel naar Praag verhuizen.
Petrova is Russisch, hoewel ze geen Russisch spreekt, omdat ze in Engeland is opgegroeid. Ze wil werken met machines, auto's en motoren. Haar grootste wens is om te vliegen. Op het einde van de film beloven de andere zusjes (Pauline en Posy) om hun zus geschiedenis te laten schrijven en niet zijzelf, omdat zij hun dromen al waargemaakt hebben.
De film eindigt met Petrova die in een vliegtuig over het gebied vliegt waar Sylvia trouwt.

## Rolverdeling
- Emma Watson als Pauline Fossil
- Yasmin Paige als Petrova Fossil
- Lucy Boynton als Posy Fossil
- Richard Griffiths als Great Uncle Matthew (Gum)
- Victoria Wood als Nana
- Emilia Fox als Sylvia Brown
- Eileen Atkins als Madame Fidolia
- Peter Bowles als Sir Donald Houghton
- Marc Warren als Mr John Simpson
- Harriet Walter als Dr Smith
- Gemma Jones als Dr Jakes
- Lucy Cohu als Theo Danes
- Heather Nicol als Winifred Bagnall
- Mary Stockley als Miss Jay
- Skye Bennett als Young Sylvia
- Don Gallagher als Mr French
- Nina en Lucy Watson als de jonge Pauline Fossil
- Adrian Lester als Mr Sholsky, een regisseur